# 罗嘉驩
罗嘉驩，中华人民共和国政治人物、外交官。
1985年，接替田丁，担任中华人民共和国驻塞拉利昂大使。1988年，由高建中接任。